# 4-Methylthioamphetamin
4-Methylthioamphetamin, auch para-Methylthioamphetamin genannt und meist als 4-MTA abgekürzt, ist eine psychoaktive Substanz. In der Drogenszene wird die Substanz meist als Flatliners bezeichnet.

## Rechtliche Situation
4-MTA unterliegt als nicht verkehrsfähiges Betäubungsmittel dem Betäubungsmittelgesetz und wurde durch die Notverordnung vom 7. Oktober 1998 in die Anlage I BtMG aufgenommen. Als Designerdroge gelangt 4-Methylthioamphetamin verbotenerweise in den Handel.
In Österreich ist jede Menge von 4-MTA zum Konsum verboten und zählt daher zu den nichtverschreibungspflichtigen Suchtmitteln nach BTMG – ANL. III.

## Wirkungsweise
4-MTA bewirkt die Freisetzung von Serotonin und verhindert dessen Wiederaufnahme. In dieser Wirkung ähnelt es sehr dem eng verwandten 4-Methoxyamphetamin. Daneben wird das Enzym Monoaminooxidase A  (MAO-A) reversibel inhibiert. Bei oraler Aufnahme beginnt die Wirkung von 4-MTA nach etwa einer Stunde und hält etwa fünf bis sieben Stunden an. 4-MTA ist etwa dreimal wirksamer als MDMA („Ecstasy“). Der genaue Wirkungsmechanismus von 4-MTA ist noch weitgehend ungeklärt. Der Rausch wird von Konsumenten als „sanft“ und als „entspannter Zustand mit einem warmen Energiegefühl“ beschrieben.
Vergiftungen mit 4-MTA stellen sich vor allem dadurch ein, dass 4-MTA deutlich langsamer als MDMA wirkt. Die Drogenkonsumenten gehen dann fatalerweise davon aus eine zu geringe Dosis oder schlechtes MDMA eingenommen zu haben und erhöhen die Dosis durch die Einnahme weiterer 4-MTA-Pillen. Bei der so verursachten Vergiftung mit 4-MTA sind eine extreme und lebensbedrohliche Hyperthermie und hypertensive Krisen zu beobachten.
Der Missbrauch von 4-MTA führte im Sommer 2000 in Sachsen-Anhalt zu einem Todesfall bei einer 17-Jährigen.
Einige Derivate von 4-MTA sind potenzielle Chemotherapeutika bei der Behandlung von Krebserkrankungen.

### Gefahren von 4-MTA
Unter anderem weil sich die qualitative Wahrnehmung wenig bis gar nicht verändert können Erstkonsumenten die starke Wirkung von 4-MTA schwer einschätzen. Suchtmittel mit Wirkung auf die quantitative Wahrnehmung werden trotz hoher Potenz generell oft nicht richtig erkannt. Auch erfahrene Konsumenten anderer Suchtmittel wie Alkohol, Cannabis oder MDMA können dadurch leicht eine gefährliche Überdosis erhalten.

### Interaktionen (hohe Gefahren durch Wechselwirkungen)
4-MTA ist immer problematisch bei Konsumenten, die die Wirkung nicht kennen. Dies führt eventuell dazu, dass parallel andere Drogen eingenommen werden, wodurch eine Gefahr durch diesen Mischkonsum ausgeht. Physisch drohen Exsikkose, Myoklonie, und Wahnvorstellungen bis zu lebensgefährlichen perniziösen Störungen, die eine sofortige notärztliche Behandlung erfordern.

## Entwicklungsgeschichte
4-Methylthioamphetamin wurde erstmals 1992 an der Purdue University (Indiana) von einer Arbeitsgruppe um den US-amerikanischen Chemiker David E. Nichols (* 1944) synthetisiert.

## Weiterführende Literatur
- D. Blachut u. a.: The analytical profile of some 4-methylthioamphetamine (4-MTA) homologues. In: Forensic Sci Int 192, 2009, S. 98–114. PMID 19766415.
- H. Carmo u. a.: CYP2D6 increases toxicity of the designer drug 4-methylthioamphetamine (4-MTA). In: Toxicology 229, 2007, S. 236–244.  PMID 17156908.
- S. T. Quinn u. a.: Blockade of noradrenaline transport abolishes 4-methylthioamphetamine-induced contraction of the rat aorta in vitro. In: Auton Autacoid Pharmacol 26, 2006, S. 335–344. PMID 16968472.
- A. H. Ewald u. a.: Studies on the metabolism and toxicological detection of the designer drug 4-methylthioamphetamine (4-MTA) in human urine using gas chromatography-mass spectrometry. In: J Chromatogr B Analyt Technol Biomed Life Sci 824, 2005, S. 123–131. PMID 16027051.
- R. F. Staack u. a.: Metabolism of designer drugs of abuse. In: Curr Drug Metab 6, 2005, S. 259–274. PMID 15975043 (Review).
- H. Carmo u. a.: Comparative metabolism of the designer drug 4-methylthioamphetamine by hepatocytes from man, monkey, dog, rabbit, rat and mouse. In: Naunyn Schmiedebergs Arch Pharmacol 369, 2004, S. 198–205. PMID 14676987.
- M. E. Soares u. a.: Simultaneous determination of amphetamine derivatives in human urine after SPE extraction and HPLC-UV analysis. In: Biomed Chromatogr 18, 2004, S. 125–131. PMID 15039965.
- H. Carmo u. a.: 4-Methylthioamphetamine-induced hyperthermia in mice: influence of serotonergic and catecholaminergic pathways. In: Toxicol Appl Pharmacol 190, 2003, S. 262–271. PMID 12902197.
- A. R. Winstock u. a.: 4-MTA: a new synthetic drug on the dance scene. In: Drug Alcohol Depend 67, 2002, S. 111–115. PMID 12095660.
- M. Dukat u. a.: Effect of PMA optical isomers and 4-MTA in PMMA-trained rats. In: Pharmacol Biochem Behav 72, 2002, S. 299–305. PMID 11900800.
- J. Murphy u. a.: In vitro neuronal and vascular responses to 5-hydroxytryptamine: modulation by 4-methylthioamphetamine, 4-methylthiomethamphetamine and 3,4-methylenedioxymethamphetamine. In: Eur J Pharmacol 444, 2002, S. 61–67. PMID 12191583.
- T. Decaestecker u. a.: Fatal 4-MTA intoxication: development of a liquid chromatographic-tandem mass spectrometric assay for multiple matrices. In: J Anal Toxicol 25, 2001, S. 705–710. PMID 11765028.
- P. A. De Letter u. a.: One fatal and seven non-fatal cases of 4-methylthioamphetamine (4-MTA) intoxication: clinico-pathological findings. In: Int J Legal Med 114, 2001, S. 352–356. PMID 11508803.
- S. P. Elliott: Analysis of 4-methylthioamphetamine in clinical specimens. In: Ann Clin Biochem 38, 2001, S. 339–347. PMID 11471875.
- A. J. Poortman und E. Lock: Analytical profile of 4-methylthioamphetamine (4-MTA), a new street drug. In: Forensic Sci Int 100, 1999, S. 221–233. PMID 10423848.
- Q. Li u. a.: Neuroendocrine pharmacology of three serotonin releasers: 1-(1,3-benzodioxol-5-yl)-2-(methylamino)butane (MBDB), 5-methoxy-6-methyl-2-aminoindan (MMAi) and p-methylthioamphetamine (MTA). In: J Pharmacol Exp Ther 279, 1996, S. 1261–1267. PMID 8968349.